# Curarrehue
Curarrehue är en kommun i Chile.   Den ligger i provinsen Provincia de Cautín och regionen Región de la Araucanía, i den södra delen av landet, 700 km söder om huvudstaden Santiago de Chile.
I omgivningarna runt Curarrehue växer i huvudsak blandskog. Runt Curarrehue är det mycket glesbefolkat, med 4 invånare per kvadratkilometer.